# Clockstoppers
Clockstoppers (no Brasil, Clockstoppers - O Filme; em Portugal, Clockstoppers - Paragem No Tempo) é um filme de ficção científica americano de 2002 dirigido por Jonathan Frakes. Lançado pela Paramount Pictures e Nickelodeon Movies. Produzido por Gale Anne Hurd e Julia Pistor, e escrito por Rob Hedden, Andy Hedden, J. David Stem e David N. Weiss.

## Sinopse
O QT financiado da Agência de Segurança Nacional (Quantum Tech) Corporation tem programado um projeto para desenvolver hipertempo, uma tecnologia que permite que as moléculas do usuário para acelerar até o ponto onde o mundo parece estar parado. Depois de perceber que esse tipo de tecnologia, contido dentro de um quadro de relógio de pulso, também poderia ser usado contra os EUA, as ordens da NSA o projeto parou. No entanto, a pesquisa é mais longo do que o esperado e NSA líder Henry Gates, da QT planeja usar a tecnologia para usurpar o líder da NSA e dominar o mundo. Ele usa o protótipo para esticar o fim de semana, a fim de dar a brilhante liderança cientista Earl Dopler tempo para corrigir a falha remanescente na tecnologia depois de seus capangas e Richard Jay evitar incógnito partida Earl no aeroporto. No entanto, a desvantagem de estar na Earl hipertempo durante muito tempo foi ele envelhece rapidamente e em tempo real, tal como a sua idade molecular continuou à mesma velocidade, apesar do tempo abrandar.
No entanto, inicialmente desconhecido de Gates, Dopler tinha enviado um protótipo para um ex-colega seu chamado Dr. George Gibbs. Seu filho Zak descobre o relógio acidentalmente e, inicialmente, usa isso para se divertir, para a diversão de Francesca. Uma vez que Gates, descobre sobre o protótipo vazou, ele tenta recuperá-lo. Ele manda seus capangas invadir a casa de Zak e buscar por evidências. Ao saber sobre o motivo oculto de QT Corporation, Zak sai para avisar seu pai sobre o perigo que ele poderia estar dentro.
A seqüência de perseguição começa, com Zak bater o carro dentro do rio, prejudicando assim o relógio. Ele acorda no hospital com um relógio quebrado e só por um golpe de sorte consegue evitar Jay e Richard novamente. Ele, então, vai em busca de um lugar seguro para se esconder, entretanto, depois de ter sido acusado de roubar uma van da polícia. Em uma tentativa de recuperar o relógio, QT Corporação pede a ajuda de agências de segurança nacional e retratar Zak e seu pai como fugitivos procurados pela lei. Zak vai para a corrida com a sua namorada, a localização do hotel que o Dr. Gibbs estava hospedado em uma tentativa de avisá-lo. Dopler também está procurando o Dr. Gibbs para pedir ajuda e também para avisá-lo. No entanto, Gates, Jay, e Richard atingir o pai de Zak antes dele e sequestram Dr. Gibbs de seu quarto de hotel.
Incapaz de chegar a seu pai no tempo, Zak e Francesca vaguear pelas ruas sem rumo antes de ser forçosamente pego por Earl Dopler, que quer a volta do relógio. Os adolescentes tomam como refém Dopler e forçá-lo a fazer o que eles pedem. Como Dopler sente que o Dr. Gibbs tem sido gentil com ele, ele relutantemente concorda em ajudar a salvar Dr. Gibbs. Dopler ajuda a consertar o relógio quebrado, bem como a criação de armas que podem levar alguém de hipertempo e para trás no tempo normal. As armas são carregadas com bolas cheias de nitrogênio congelado, e 'congela' a baixa temperatura um hit pessoa de volta no tempo normal.
Dopler ajuda as crianças a quebrar, mas decide não ir tão bem. Eles podem ser pegos por Henry Gates, Richard, e Jay. Zak e Francesca são atirados numa cela com o pai de Zak. Zak acelera enquanto em hipertempo e se torna "luz" (a teoria de Einstein é aparentemente correta, nada mais rápido do que "luz", se torna "luz" ). Eles então conseguem sair como os agentes da NSA chegar e derrotar capangas de Gates. Gates não é derrotado e bate Francesca de hipertempo e se prepara para fazer o mesmo com Zak e seu pai. De repente, ele é baleado com um paintball por Dopler que voltou para ajudar e Dopler brotos Gates, até que ele retorna ao tempo normal, derrotando-o . Gates e seus capangas são presos , e os relógios são confiscados.
Após a prisão de Gates, Jay, e Richard, Dopler usa a máquina que estava construindo para reverter os efeitos do envelhecimento da hipertempo que aconteceu com ele, mas sem querer muda-lo de volta em um adolescente (Miko Hughes), o que significa que ele terá que viver Gibbs com a durante alguns anos. O filme termina com Zak e sua família felizes juntos, e com Zak finalmente conseguir o carro que ele queria. Como Zak acelera fora em seu carro com Francesca, agora sua namorada, irmã e Dopler na adolescência, é revelado que ele não voltou o relógio, afinal, como ele entra em hipertempo para se divertir um pouco.

## Elenco
| Ator              | Personagem            |
| ----------------- | --------------------- |
| Jesse Bradford    | Zak Gibbs             |
| Paula Garcés      | Franchesca            |
| French Stewart    | Dr. Earl Dopler       |
| Michael Biehn     | Henry Gates           |
| Robin Thomas      | Dr. Gibbs             |
| Julia Sweeney     | Jenny Gibbs           |
| Jason Winston     | George Richard        |
| Esperanza Catubig | Vendedora de bilhetes |

## Músicas
- "All the Small Things" do Blink-182.
- "Holiday in my Head" do Smash Mouth.
- "First Date" do Blink-182.
- "Time After Time" do Uncle Kracker, cover da cantora Cyndi Lauper
- "The Worst Day Ever" do Simple Plan.
- "The Minute I Met You" do New Found Glory.
- "Breathe" do Nickelback.
- "Never Let You Go" do Third Eye Blind.
- "Bohemian Like You" do The Dandy Warhols.
- "Quicksand" do Lit.

## Home media
Clockstoppers foi lançado para VHS e DVD em 2 de julho de 2002

## Bilheteria e recepção
O filme recebeu críticas negativas; Atualmente, tem uma pontuação de 40 no Metacritic e uma classificação podre de 29% no Rotten Tomatoes Foi inaugurado em 5º nas bilheterias dos EUA no ranking fez $10,108,333 USD em seu primeiro fim de semana de abertura, na semana seguinte ele desceu ao n º7, onde passou uma semana mais.